# Гайдесгайм-ам-Райн
Гайдесгайм-ам-Райн (нім. Heidesheim am Rhein) — громада в Німеччині, розташована в землі Рейнланд-Пфальц. Входить до складу району Майнц-Бінген. Центр об'єднання громад Гайдесгайм-ам-Райн.
Площа — 17,56 км2. Населення становить Невірний параметр metadata 07 339 027 ос. (станом на 31 грудня 2020).

## Галерея

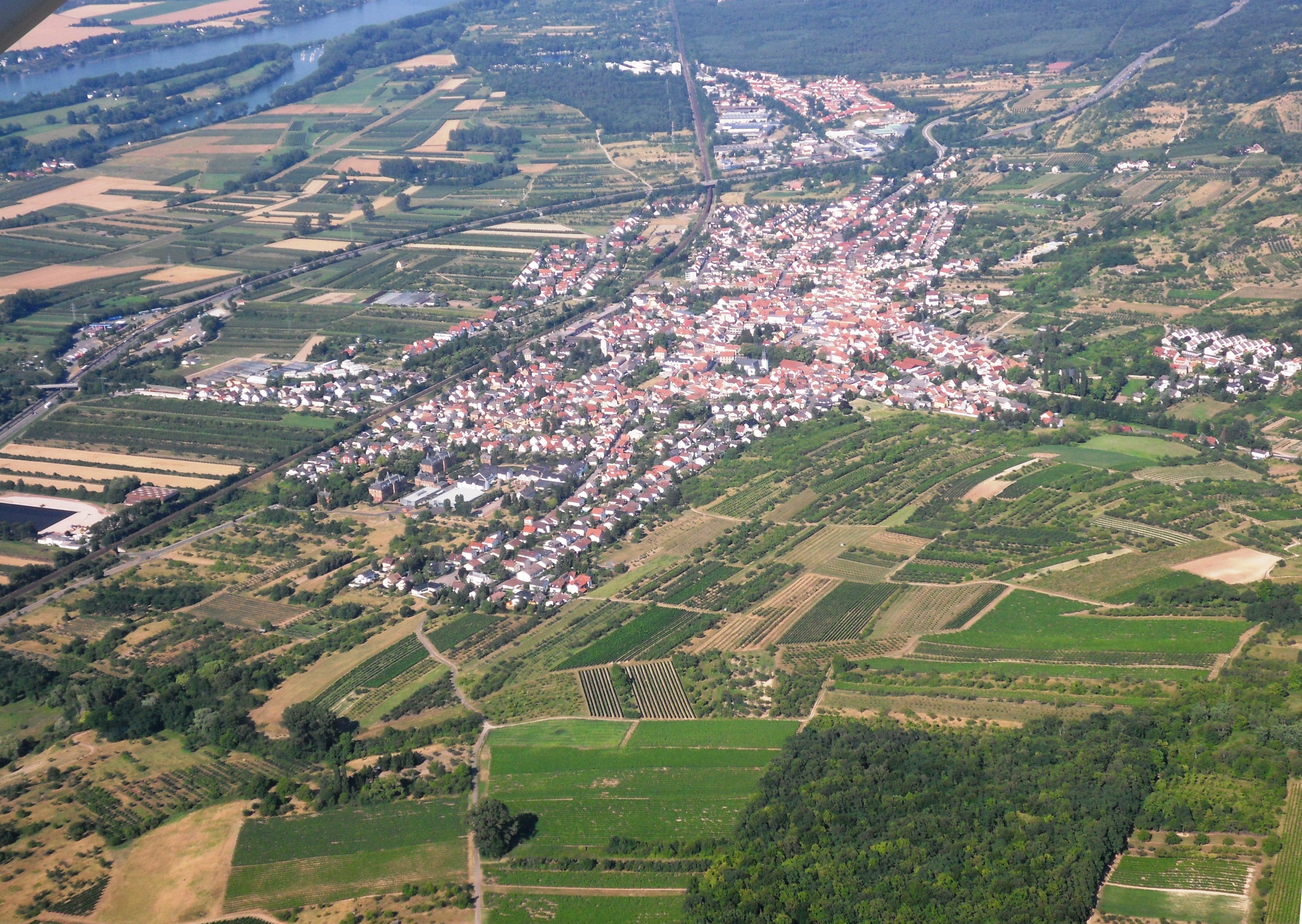
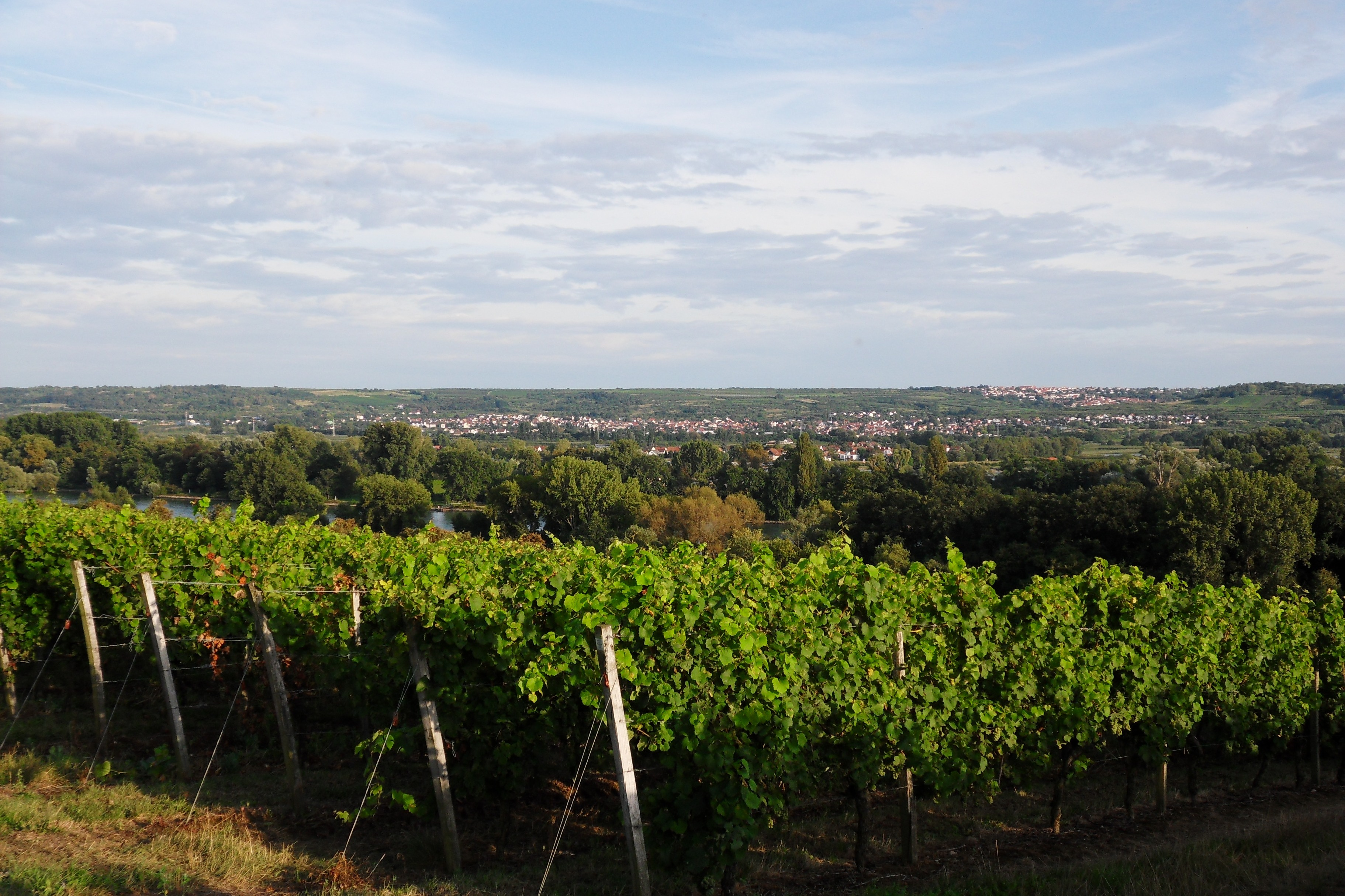
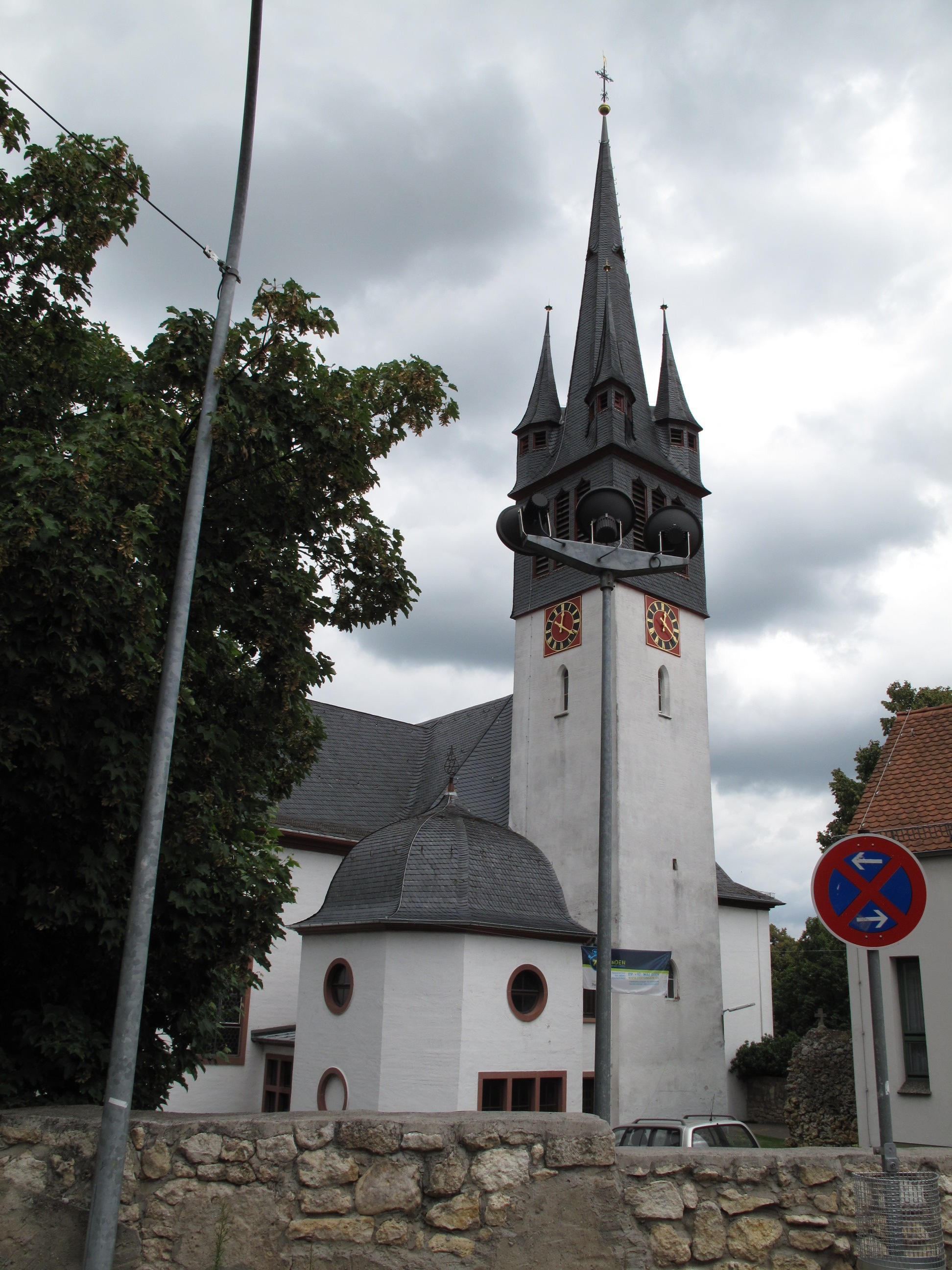
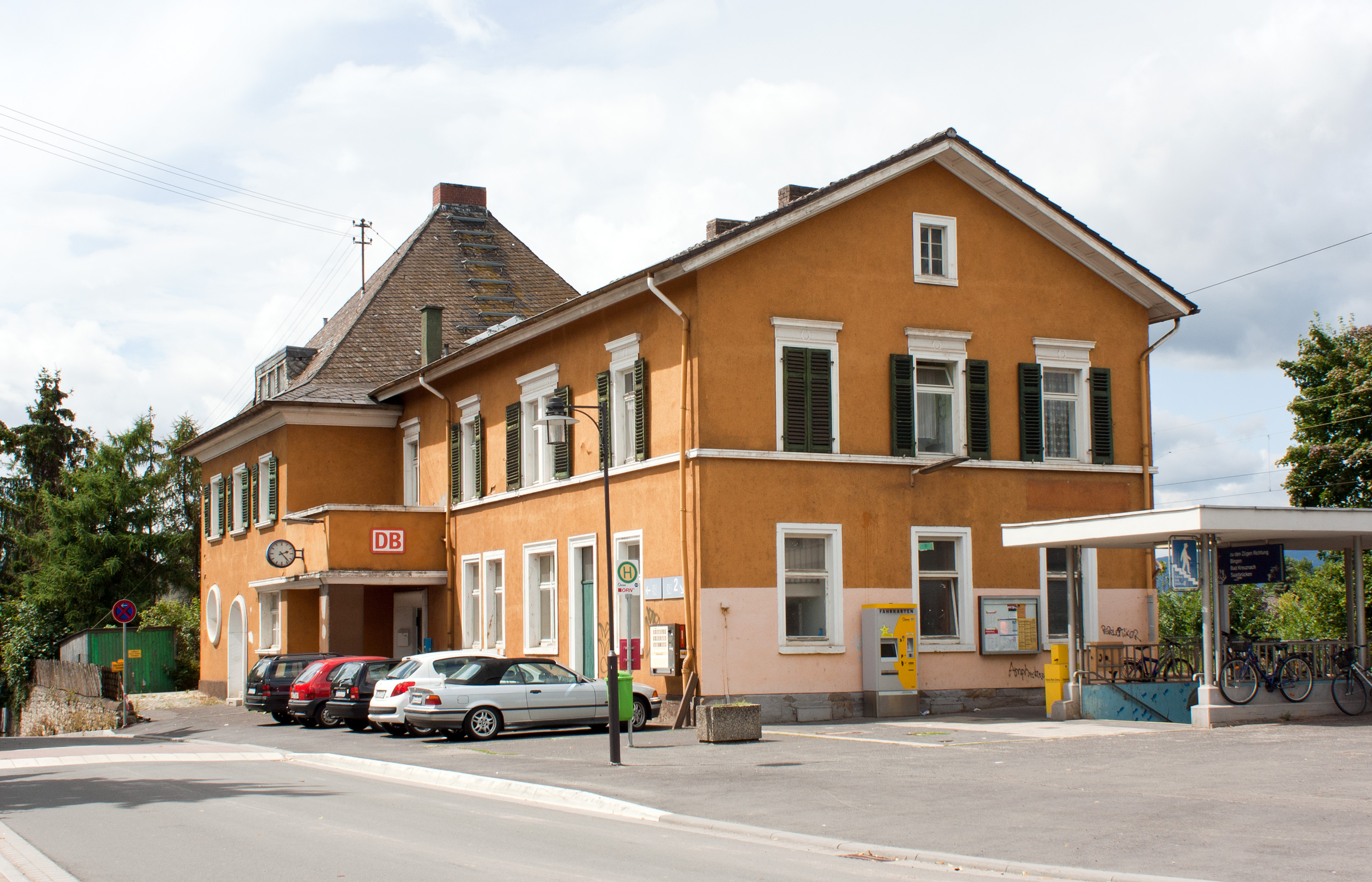
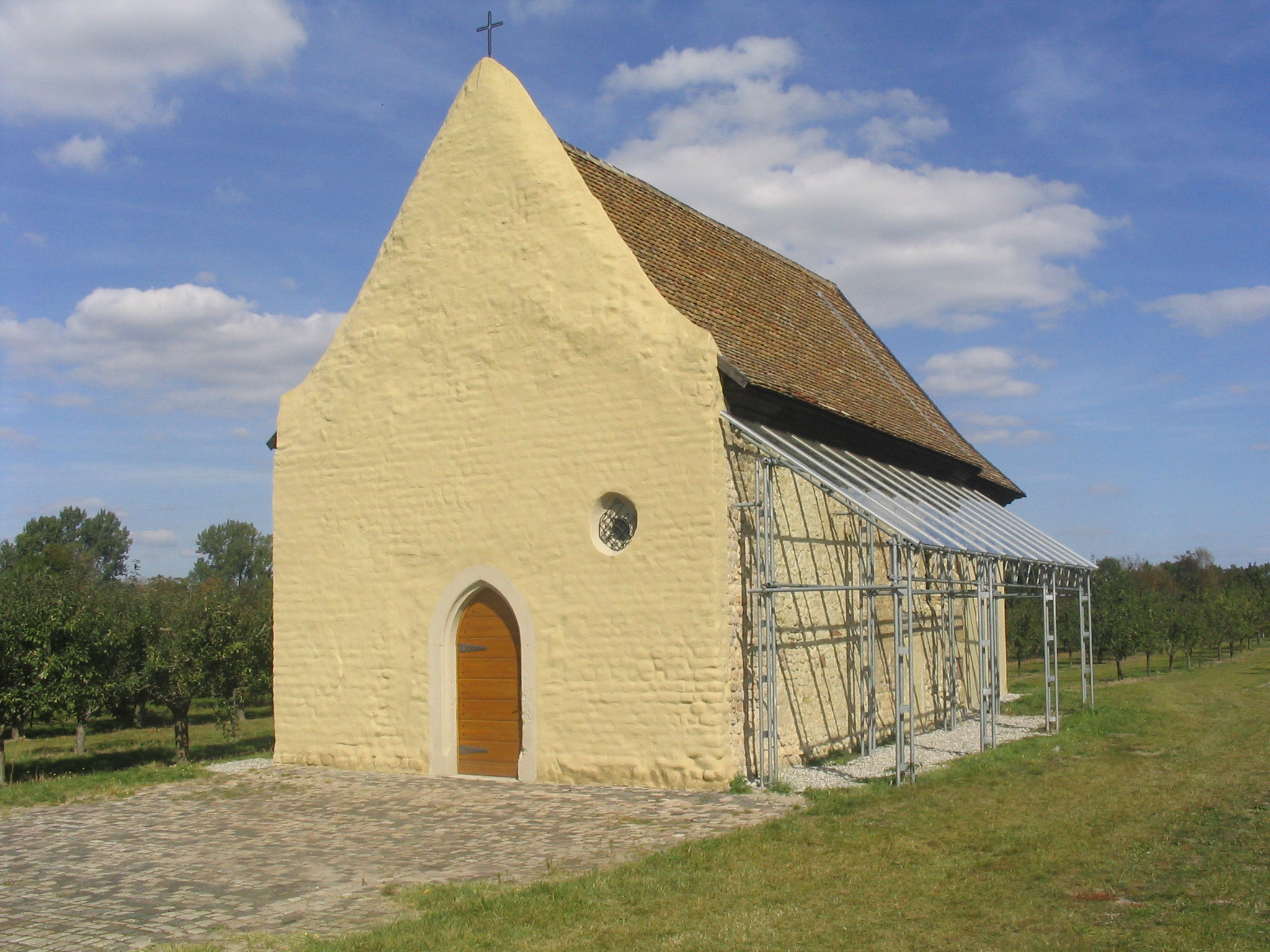
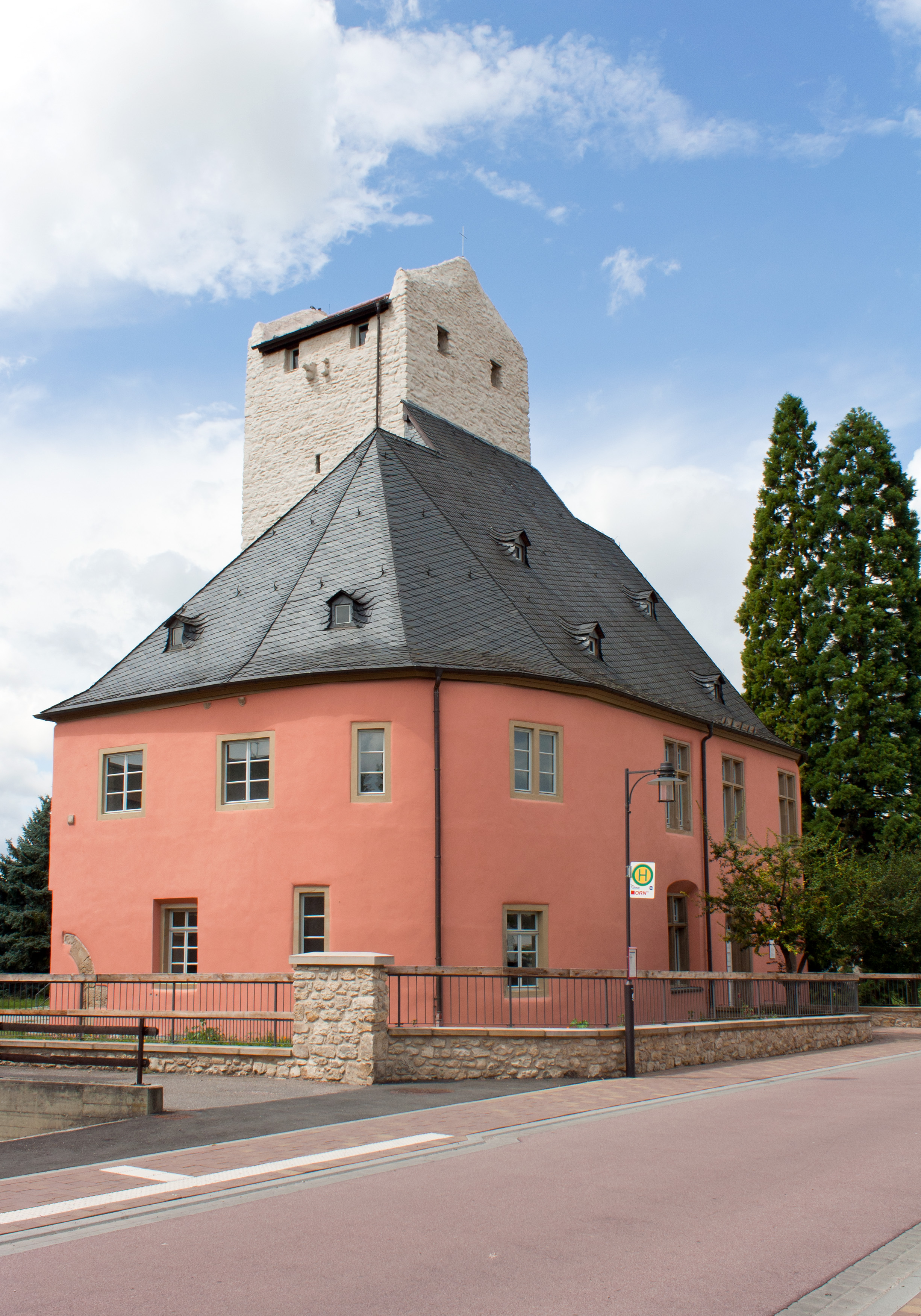